# 조연주 (치어리더)
조연주(趙娟週, 1999년 6월 4일 ~ )는 대한민국의 여성 치어리더이다.